# Навколо М
«Навколо М» (інша назва — «Леся здєся») — програма про чоловіків, трансляція ведеться на телеканалах «Інтер» і російському «Пятница!». З 4 березня 2023 року телеканал «К1» розпочав повторний показ програми з повним українським дубляжем.

## Опис
Ведуча проекту Леся Нікітюк, щотижня відвідує нову країну, щоб скласти путівник чоловіками. Вона досліджувє характери, звичаї, національні особливості, побут, любов, ставлення до жінок. 
У кожному місті Леся знайомиться і ходить на побачення з 5-6 чоловіками.

## Випуски
| 1 сезон |         |                         |                    |                    |
| 1 сезон | Номер   | Місце і назву жителів   | Прем'єра випуску в | Прем'єра випуску в |
| ------- | ------- | ----------------------- | ------------------ | ------------------ |
| 1 сезон | 1 (1)   | Париж— Французи         | 18 вересня 2016    | 10 вересня 2016    |
| 1 сезон | 2 (2)   | Тбілісі — Грузини       | 25 вересня 2016    | 17 вересня 2016    |
| 1 сезон | 3 (3)   | Дубай — Еміратці        | 2 жовтня 2016      | 24 вересня 2016    |
| 1 сезон | 4 (4)   | Афіни — Греки           | 9 жовтня 2016      | 6 жовтня 2016      |
| 1 сезон | 5 (5)   | Рим — Італійці          | 16 жовтня 2016     | 15 жовтня 2016     |
| 1 сезон | 6 (6)   | Берлін — Німці          | 23 жовтня 2016     | 20 жовтня 2016     |
| 1 сезон | 7 (7)   | Барселона — Іспанці     | 30 жовтня 2016     | 27 жовтня 2016     |
| 1 сезон | 8 (8)   | Женева — Швейцарці      | 6 листопада 2016   | 3 листопада 2016   |
| 1 сезон | 9 (9)   | Баку — Азербайджанці    | 13 листопада 2016  | 12 листопада 2016  |
| 1 сезон | 10 (10) | Стокгольм — Шведи       | 20 листопада 2016  | 19 листопада 2016  |
| 1 сезон | 11 (11) | Тель-Авів — Ізраїльтяни | 27 листопада 2016  | 26 листопада 2016  |
| 1 сезон | 12 (12) | Лондон — Англійці       | 31 грудня 2016     | 31 грудня 2016     |